# Монастырь иконы Божией Матери «Всех скорбящих Радость» (Первейзе)
Монастырь во имя иконы Божией Матери «Всех скорбящих Радость» (нидерл. Klooster van de Moeder Gods «Troosteres der Bedroefden», фр. Monastère de la Mère de Dieu Consolatrice) — мужской монастырь Брюссельской епархии Русской православной церкви, расположенный в деревне Первейзе, в Западной Фландрии.
Первый в Бельгии (с XI века) православный монастырь.

## История
История Радосте-Скорбященского монастыря начинается с деятельности обратившегося в православие бельгийца Геерта Якобса, который был пострижен в монашество с именем Фома и рукоположён в сан диакона в 1973 году епископом Гаагским и Нидерландским Иаковом (Аккерсдейком). После возвращения в 1975 году в Бельгию Томас Якобс обратился к архиепископу Василию (Кривошеину) с просьбой благословить создание монашеской общины. Получив благословение, он поселился в деревне Синт-Питерс-Капеле.
Приобретя небольшой участок земли в деревне Первейзе, располагавшейся недалеко от гopoдa Диксмюйд на фламандском побережье, отец Фома построил там небольшую часовню, первая служба в которой была совершена 25 декабря 1976 года на Рождество.
Постепенно местные православные стали посещать эту часовню, и уже в 1978 году стала очевидна необходимость рукоположить отца Фому в сан священника.
В 1980 году в монастыре появился ещё один насельник — монах Иоанн (Реммери), и отец Фома был назначен игуменом обители. Монастырь, который был посвящён иконе Божией Матери «Всех Скорбящих Радость», со временем пополнился братией: в него прибыли отцы Елевферий (Хоерее) в 1986 году, Моисей (Донне) и Нектарий (Папаиоаннис) в 2000 году.
В течение многих лет монастырь был единственным православным приходом в округе, и множество православных всех национальностей (бельгийцы, голландцы, французы, русские, греки и румыны) собираются там на богослужения, совершающиеся на нидерландском и частично на французском языках.
В 1985 году по благословению экзарха Западной Европы митрополита Владимира (Сабодана) весь годовой круг богослужения в монастыре, включая Пасхалию, стал совершаться по новому стилю. Сделано это было для удобства местных прихожан.
В 1988 году, в годовщинy Тысячелетия Крещения Руси, было решено построить новую церковь, взамен ставшей уже слишком тесной часовни. Воздвигнутый храм, с куполом и фресками, был освящен 23 октября 1988 года епископом Симоном (Ишуниным). Новый храм был расписан фресками протодиакона Павла Хоммеса. В том же здании храма, где верующие молились ранее, разместились трапезная и библиотека.
В 1992 году монастырь посетили перуанские католики. Они попросили о помощи. Материальной и духовной. Перуанцы хотели, чтобы эта помощь стала постоянной. Получив благословение афонского старца Хараламбоса, игумен Фома построил в Перу, в Аякучо, приют для детей, а затем возвёл храм из природного камня, с элементами архитектуры инков.
Журнал «Нескучный сад» так писал о монастыре в 2012 году: «90 процентов прихожан — бельгийцы, 10 процентов — русские, в основном жители Брюсселя. Православные, католики и даже протестанты (отложив конфессиональный скептицизм по отношению к иконам и мощам) приезжают со всей Бельгии и ближних стран поклониться его святыням: мощам и иконам святых неразделенной Церкви и православных древних и новых святых. Они одинаково почитаемы местными паломниками, может быть, не очень хорошо знающими историю Церквей и сравнительное богословие, но верящими просто и искренне. Святые, видимо, чувствуют это и помогают».

## Современное состояние
Устав монастыря достаточно строг, особенно для обителей Западной Европы. В 6 утра начинается полунощница. Её сменяет первый час. Затем служится литургия и третий час. По завершении утреннего богослужения отводится время на завтрак, чтение и индивидуальную молитву — до 9 часов. С 9 до 11:30 — время для работы. В 12 часов служатся шестой и девятый часы и читается акафист. Затем следует обед и отдых — до 15 часов. После отдыха — послушания, а в 17:30 служатся вечерня и утреня, после чего следует ужин. День венчает повечерие (в 20:30). Такой порядок дня типичен для всей недели, за исключением праздников и выходных. В субботу полунощница начинается в 7 утра, а в воскресенье служба начинается в 10 — чтением часов, за которыми следует Божественная литургия. Службы совершаются на нидерландском и частично на французском языках.
В монастыре также действует братство в честь святителя Иоанна (Максимовича) Шанхайского, Бельгийского и Сан-Францисского, которое занимается изданием духовной литературы на нидерландском языке и благотворительностью. Кроме того, организуются паломничества к святыням древней неразделённой Церкви.